# Georges Colin
Pour les articles homonymes, voir Colin.
Georges Colin, né le 27 février 1931 à Étain et décédé le 17 juin 2014 à Reims, est un homme politique français, membre du PS, cofondateur du CERES.

## Biographie
Il est professeur de géographie à la faculté de Reims. Conseiller municipal de Reims en 1976, il est président du district de Reims de 1976 à 1981. Pendant la même période, il est également président de l'Agence d'urbanisme de Reims. Il est élu député de la Marne en 1981 dans la première circonscription et est réélu en 1986 et 1988 dans le même département. Il est également conseiller général de la Marne.
Il est notamment l'auteur du rapport parlementaire sur la modernisation du droit de la chasse et de la faune sauvage.